# 巴德峰 (赫德島)
巴德峰（英語：Budd Peak），是南極洲的山峰，位於赫德島，處於莫森峰東南面3.1公里，海拔高度2,315米，在1948年由澳大利亞探險隊繪入地圖，現時由南極條約體系管理。